# Swetlana Albertowna Kischkowskaja

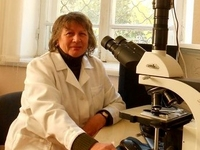
Swetlana Albertowna Kischkowskaja

Swetlana Albertowna Kischkowskaja (russisch Светлана Альбертовна Кишковская; * 6. März 1946 in Dokutschajewsk, Oblast Stalino, Ukrainische SSR) ist eine sowjetische bzw. ukrainische bzw. russische Önologin und Hochschullehrerin.

## Leben
Kischkowskaja aus einer Angestelltenfamilie begann 1966 in Kischinau das Studium am Polytechnischen Institut am Lehrstuhl für Weinherstellung und schloss es 1971 als Ingenieur-Technologin ab.
Darauf wurde Kischkowskaja dem Wein-Forschungsinstitut „Magaratsch“ bei Jalta auf der Krim zugewiesen, wo sie zunächst als Praktikantin und dann als wissenschaftliche Mitarbeiterin in der Abteilung für Mikrobiologie bei Wassili Sintschenko und Nadeschda Burjan arbeitete und 1972 die Aspirantur begann. Sie wurde Vizevorsitzende des Rats der Jungen Forscher und war öffentliche Inspektorin für Schutz der Wälder im Jalta-Bergwald-Naturschutzgebiet. Sie verteidigte 1975 ihre Dissertation über die Wirkung des Kohlenstoffdioxidgas-Überdrucks auf die Hefe bei der Herstellung von Tafelweinen und Schaumweinen mit natürlicher Halbsüße mit Erfolg für die Promotion zur Kandidatin der technischen Wissenschaften.
Kischkowskajas Forschungsschwerpunkte wurden die biologische Verminderung des Säuregehalts des Weins und die Arbeit mit trockenen Weinhefe-Kulturen. Ihre Doktor-Dissertation verteidigte Kischkowskaja 1990 mit Erfolg für die Promotion zur Doktorin der technischen Wissenschaften. Die Ernennung zur Professorin erfolgte 1992. Von 1998 bis 2008 war sie auch Professorin der Management-Universität in Jalta.
Seit 2007 leitet Kischkowskaja die Mikrobiologie-Abteilung des Magaratsch-Instituts und ist Mitglied des Wissenschaftlichen Rats des Instituts.
Nach der Annexion der Krim 2014 nahm Kischkowskaja die russische Staatsbürgerschaft an und setzte ihre Arbeit im Magaratsch-Institut fort.

## Ehrungen, Preise
- Verdiente Arbeiterin der Agrarindustrie der Krim (2000) für die Entwicklung technischer Verfahren zur Qualitätsverbesserung der Schampanskoje-Fabrik Nowyj Swit in Nowyj Swit.